# Kheer
Il kheer (hindi: खीर, punjabi: ਖੀਰ, bengali: ফিরনি, urdu: کھیر; anche conosciuto come payasam பாயசம் in tamil o payes in Lingua Bengali) è un dolce tradizionale dell'Asia meridionale.

## Preparazione

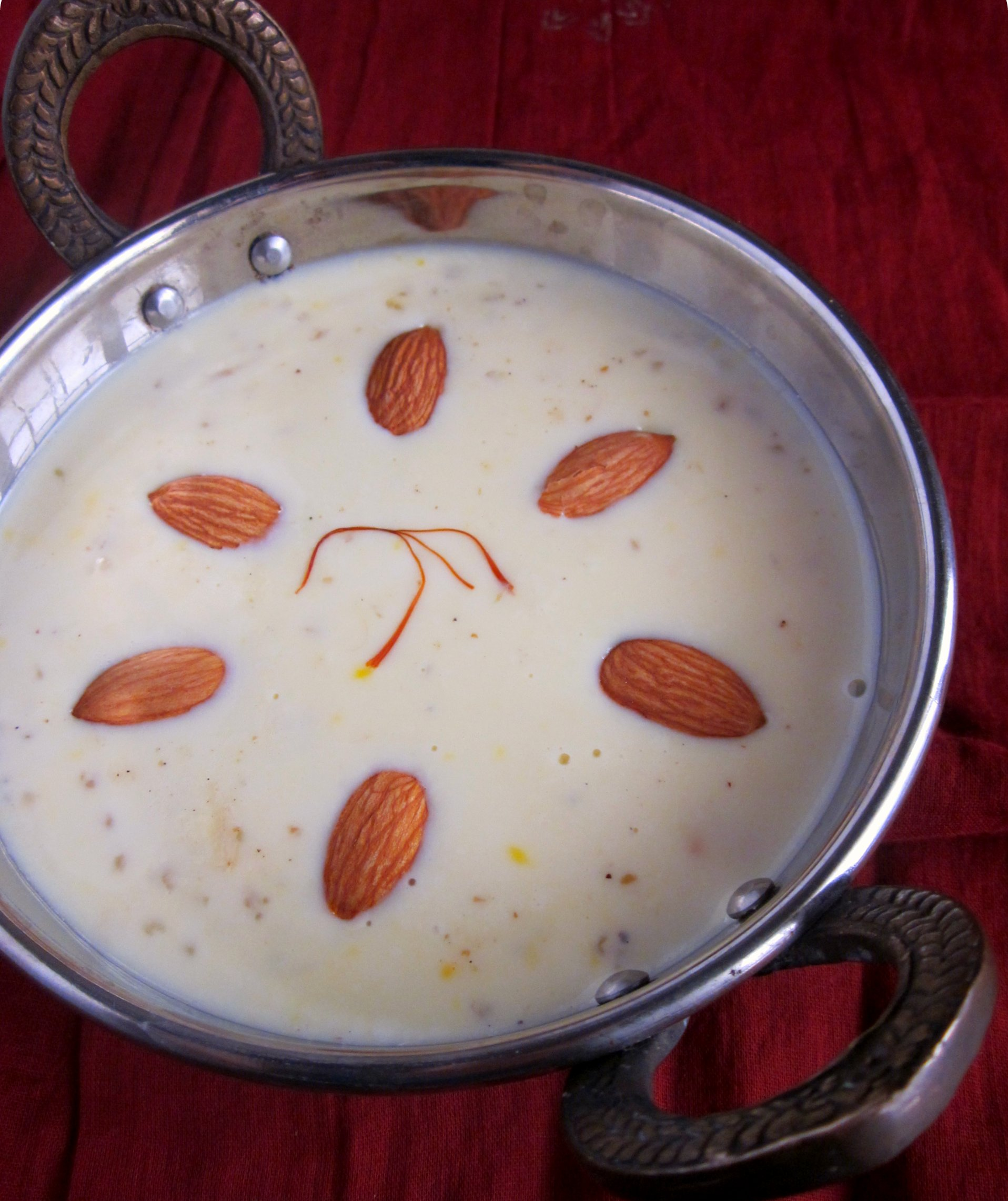
kheer fatto con il bulgur

Il kheer viene cucinato con riso o grano spezzato, latte, zucchero e aromatizzato con cardamomo, uva passa, zafferano, pistacchi o mandorle.